# Arroyo de la Palmita
Der Arroyo de la Palmita ist ein Fluss in Uruguay.
Er entspringt in der Hügelkette Cuchilla de Haedo auf dem Gebiet des Departamento Río Negro südlich von Menafra. Von dort in Nord-Süd-Richtung verlaufend mündet er flussabwärts von Paso de Leopoldo als rechtsseitiger Nebenfluss in den Arroyo Don Esteban Grande.